# Pimelodídeos
Pimelodidae é uma família de peixes siluriformes com cerca de 300 espécies. São peixes bagres de água doce e podem ser encontrados na América do Sul e América Central.

## Algumas espécies
- Brachyplatystoma flavicans - Dourada
- Brachyplathystoma filamentosum - Piraíba
- Pseudoplatystoma corruscans - Pintado

- ? Conorhynchos conirostris - Pirá-tamanduá
- Hemisorubim platyrhynchos - Jurupoca
- Phractocephalus hemioliopterus - Pirarara
- Platynematichthys notatus - Mestiço
- Pimelodus maculatus - Bagre-pintado, Mandi
- Pimelodus ornatus - Bagre-cabeçudo
- Zungaro zungaro - Jaú

- Surubi (varias espécies dos gêneros Pimelodus, Pseudoplatystoma, Sorubim e Steindachneridion)

## Géneros
- Aguarunichthys
- Bagropsis
- Bergiaria
- Brachyplatystoma
- Calophysus
- Cheirocerus
- ? Conorhynchos
- Duopalatinus
- Exallodontus
- Hemisorubim
- Hypophthalmus
- Iheringichthys
- Leiarius
- Luciopimelodus
- Megalonema
- Parapimelodus
- Perrunichthys
- Phractocephalus
- Pimelabditus
- Pimelodina
- Pimelodus
- Pinirampus
- Platynematichthys
- Platysilurus
- Platystomatichthys
- Propimelodus
- Pseudoplatystoma
- Sorubim
- Sorubimichthys
- Steindachneridion
- Zungaro
- Zungaropsis